# Baksay István
Baksay István (Sárospatak, 1820. szeptember 8. – Rimaszombat, 1910. március 7.) gimnáziumi tanár, igazgató, helytörténész.

## Élete
1844-ben lett a rimaszombati református gimnázium igazgató-tanára. Ennél a gimnáziumnál szolgált 53 évig. Törs Kálmán a Vasárnapi Ujság 1882-ik évfolyamának 16. számában a következő jellemző sorokat írja róla: „Nem emlékszem, hogy akár olvasmány, akár szinielőadás több lelki gyönyört bírt volna szerezni valaha, mint Baksay egy-egy előadása az ókor, vagy Magyarország történetéből.” Félszázados működésének jubileumát nagy ünnepélyességgel ülte meg úgy a város, mint a vármegye társadalma. Rimaszombat közéletében jelentős szerepet vitt; hosszabb időn át elnöke volt a Kaszinónak, a Dalárdának, titkára a Nőegyesületnek, egyben a református egyház főgondnoka, városi és megyei bizottsági tag, Rimaszombat város díszpolgára, az országos középiskolai tanáregyesület tiszteletbeli tagja, stb.
Tanította Mikszáth Kálmánt is, és később fel is kereste a már neves írót Budapesten: 
„Mikszáth Kálmán 1857-1863-ig járt az akkor még hat osztályú gimnáziumba. Ma már csak az öreg kilenczven éves Baksay István él tanárai közül, ki egyszer – mikor Mikszáth hónapokon át nem írt – Budapesten meglátogatta volt tanítványát. A szíves házigazda kedveskedni akart volt tanárának s dolgozószobájába ment, hogy dedikáczióval ellátott egyik művét odaajándékozza Baksaynak, kit a fél ország csak „Pista bácsinak“ szólított már akkor is. Míg bent járt a másik szobában, az író felesége: farkasfalvi Mauks Ilona, meleg szeretettel kérte föl Baksayt, ura egykori kedves tanárát, hogy tekintélyével hatna reá s buzdítsa egy kis szorgalomra a kényelmessé vált írót, aki ez idő szerint borzadt a tolltól. Mikszáth megjelent a könyvvel, amelynek első lapjára ezt irta: Kedves tanáromnak: Baksay Istvánnak, kinek köszönhetem, hogy íróvá lettem. 
Baksay az öröm és bánat vegyes érzetével vette a könyvet és buzdító szavak kíséretében megmondta, hogy nagyobb volna az értéke a kijelentésnek, ha csakugyan írna is Mikszáth. A tisztes professzor gyöngéd szemrehányásának meglett a hatása, mert csakhamar sűrűn egymásutánban jelentek meg: A beszélő köntös, Tavaszi rügyek, Pipacsok a búzában, Galamb a kalitkában, A kis prímás, stb.”
A rimaszombati Tompa Mihály Gimnázium díjat is nevezett el róla.

## Művei
- Rimaszombat története, mely a magyar orvosok és természetvizsgálók 1867. évi nagygyűlése alkalmából a Hunfalvy János által szerkesztett Gömör-Kishont vármegye leírásában jelent meg.
- Megírta a rimaszombati gimnázium, a kaszinó és nőegyesület és az ottani kaszinó 50 éves történetét.